# علی قلی‌زاده

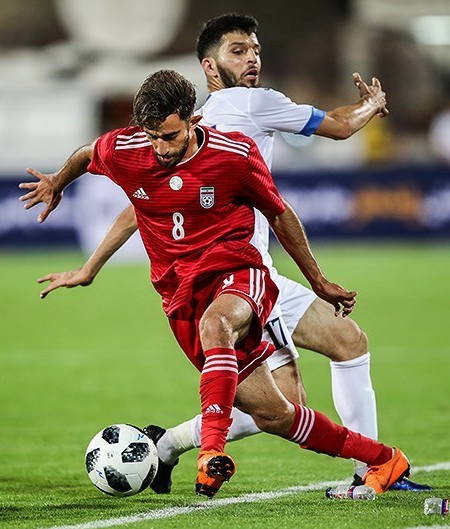
قلی‌زاده هنگام بازی برای ایران در ۲۰۱۸

علی قلی‌زاده (زادهٔ ۲۰ اسفند ۱۳۷۴) بازیکن فوتبال اهل ایران است که در پست  وینگر برای باشگاه فوتبال لخ پوزنان در لیگ برتر لهستان و تیم ملی ایران بازی می‌کند.
او سابقه بازی برای تیم ملی فوتبال جوانان و نوجوانان ایران را نیز دارد.

## زندگی شخصی
یاسمن فرمانی بازیکن فوتبال بخش زنان شارلوا و تیم ملی زنان ایران، همسر قلی‌زاده است.

## آمار ملی

### بازی‌های ملی
تا تاریخ ۲۵ مارس ۲۰۲۵
| ایران | ایران | ایران | ایران  |
| سال   | بازی  | گل    | پاس گل |
| ----- | ----- | ----- | ------ |
| ۲۰۱۸  | ۶     | ۳     | ۰      |
| ۲۰۲۰  | ۲     | ۰     | ۱      |
| ۲۰۲۱  | ۱۱    | ۳     | ۲      |
| ۲۰۲۲  | ۱۰    | ۰     | ۱      |
| ۲۰۲۳  | ۱     | ۰     | ۰      |
| ۲۰۲۴  | ۱۰    | ۰     | ۰      |
| ۲۰۲۵  | ۲     | ۰     | ۰      |
| مجموع | ۴۲    | ۶     | ۴      |

### گل‌های ملی
تا تاریخ ۱۶ نوامبر ۲۰۲۱
| شماره | تاریخ          | میزبان | بازی ملی | حریف     | نتیجه | رقابت                  |
| ----- | -------------- | ------ | -------- | -------- | ----- | ---------------------- |
| ۱     | ۱۷ مارس ۲۰۱۸   | تهران  | ۱        | سیرالئون | ۴–۰   | دوستانه                |
| ۲     | ۱۷ مارس ۲۰۱۸   | تهران  | ۱        | سیرالئون | ۴–۰   | دوستانه                |
| ۳     | ۲۰ نوامبر ۲۰۱۸ | دوحه   | ۶        | ونزوئلا  | ۱–۱   | دوستانه                |
| ۴     | ۳ ژوئن ۲۰۲۱    | عراد   | ۱۰       | هنگ کنگ  | ۳–۱   | مقدماتی جام جهانی ۲۰۲۲ |
| ۵     | ۷ سپتامبر ۲۰۲۱ | دوحه   | ۱۵       | عراق     | ۳–۰   | مقدماتی جام جهانی ۲۰۲۲ |
| ۶     | ۱۶ نوامبر ۲۰۲۱ | امان   | ۱۹       | سوریه    | ۳–۰   | مقدماتی جام جهانی ۲۰۲۲ |

## افتخارات
لخ پوزنان
- قهرمانی لیگ برتر فوتبال لهستان (۱): لیگ برتر فوتبال لهستان ۲۵–۲۰۲۴

### فردی
- پدیده لیگ برتر فوتبال ایران ۹۷–۱۳۹۶[۵]